# База Мизинцево
База Мизинцево — посёлок в Солигаличском муниципальном районе Костромской области. Входит в состав Солигаличского сельского поселения

## География
Посёлок находится в северо-западной части Костромской области, на расстоянии приблизительно 2 км (по прямой) к востоку от города Солигалич, административного центра района.

### Часовой пояс
Посёлок База Мизинцево, как и вся Костромская область, находится в часовой зоне МСК (московское время). Смещение применяемого времени относительно UTC составляет +3:00.

## Население
| 2008 | 2010 | 2014 |
| ---- | ---- | ---- |
| 0    | →0   | →0   |